# Живопис У-сін

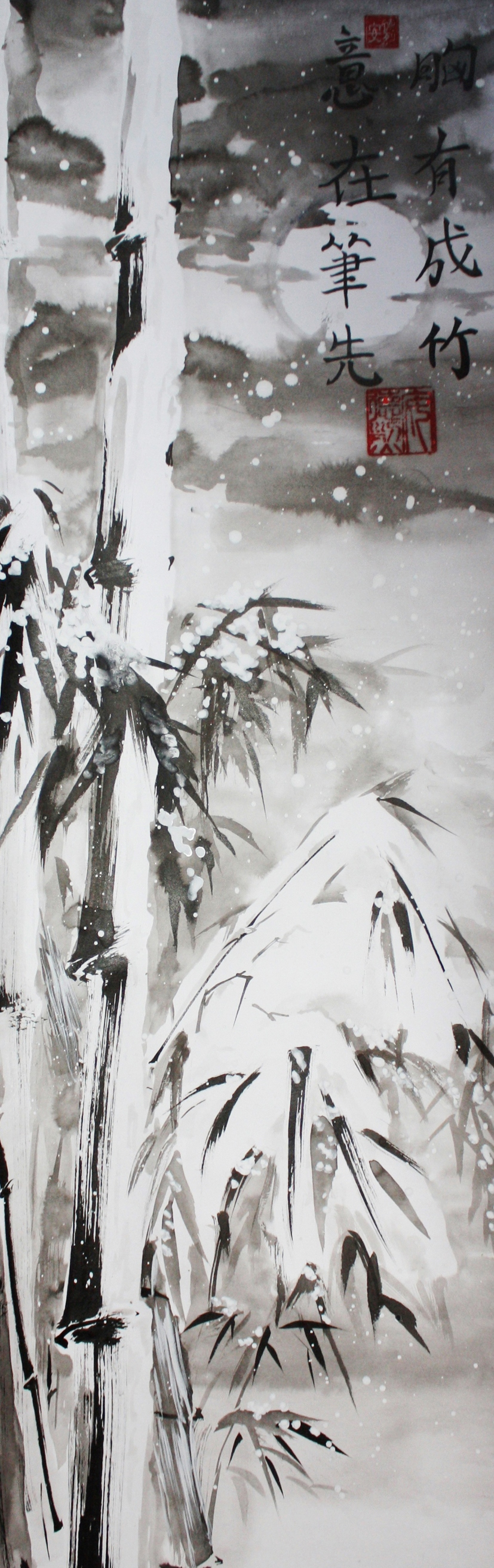
Приклад роботи у техніці у-сін.

Живопис У-сін — це техніка саморозвитку, побудована на основі поєднання прийомів китайського живопису го-хуа, системи 5-и елементів у-сін та інших понять даоської натурфілософії.Зображення предметів, істот і пейзажів в техніці живопису у-сін пов'язано більше з пізнанням їх внутрішньої суті, ніж зовнішньої форми.

## Історія виникнення
Техніка живопису виникла наприкінці 90-х років XX століття. Основні принципи були сформульовані Максимом Парнахом. Трохи пізніше Щєрбаков Андрій взявся за доопрацювання принципів цього мистецтва. Парнах за кілька вечорів систематизував мазки китайського живопису відповідно до метафізики у-сін і створив фундамент техніки, за допомогою якої можна навчити будь-кого малювати за короткий термін. Головним полем застосування цієї техніки на першому етапі стало лікування дітей інвалідів.
Парнах намагався знайти зв'язок із традиційним китайським живописом, але принципи у-сін ніде не застосовувалися. Проте 5 рухів є базисним для багатьох практик, народжених в Китаї.
Потім стало відомо, що принцип у-сін впроваджений в практику чайної церемонії, в медитацію (де 5 органів у-сін (печінка, серце, підшлункова залоза, легені та нирки) зціляють за допомогою 5-ти кольорів у-сін (бірюзовий, червоний, золотистий, білий, синій) і 5-ти відповідних звуків). Але подальше дослідження привело до розуміння, що у-сін впроваджений в цигун завдяки Мантеку Чіа і Сюй Мінтану, — сучасникам.
Практика внутрішнього стилю ушу «Сін'їцюань», має 5 основних рухів, які відповідають 5-и елементам у-сін. Це опосередковано доводить стародавнє походження живопису у-сін.

## Базові принципи

### Перший
Дозволяє художнику опрацювати свої психологічні якості через рух. На першому етапі навчання художник створює мазки лише за допомогою рухів рукою. Другий етап пов'язаний з включенням у процес малювання корпусу, на третьому етапі створення картини перетворюється на повноцінний танець. На останньому етапі для людини, що практикує живопис у-сін, важливо відчувати тонкі аспекти руху. Процес збільшення чутливості пов'язаний з подоланням скутості та обмеженості в рухах. Відомим фактом є те, що психологічні проблеми людини нерозривно пов'язані з фізичними затискачами. Тому можна сказати, що живопис у-сін є своєрідним різновидом тілесно орієнтованої психотерапії.

### Другий
Полягає в системі У-сін. 5 елементів у-сін, знаменують собою 5 якостей енергії — дерево, вогонь, земля, метал, вода. У живописі кожному з цих елементів відповідає певний рух, і тільки цими п'ятьма видами мазків художник У-сін пише свої картини.
| Дерево елемент ян. Дерево в русі проявляється через безпосередність і стрімкість. Чіткий ритм є невід'ємною рисою цього типу руху. Форма мазка це лінія, яка починається і закінчується з точки, так само, як основні напрями китайської каліграфії — горизонтальна лінія, вертикальна лінія. Традиційно, цей тип мазків використовується для малювання бамбука. |
| |
| Елемент Вогонь є кульмінацією ян. Вогонь швидкий і невловимий. Мазок часто виглядає як човен і виконується миттєвими рухами. Він добре підходить для малювання птахів, листя і пелюстків квітів — все це швидкоплинне й минуще. |
| |
| Метал — зростаюче Інь. Він має властивість плавитися, переходячи з попередньої твердої форми в рідку, після чого здатний знову перейти в тверду форму.Мазок — це лінія, що нагадує стрічку. Має звуження на початку і в кінці. Прикладом є малювання тонких травинок.                                                                                            |
| |
| Вода — енергія Інь досягає апогею. Вона є антиподом вогню. Вогонь — це жар і скороминущість, а вода — це холод і поступовість, неквапливість. Проявом емоцій «Води» є ніжність. Створюється завдяки прокручуванню пензля.Прикладом є малювання квітів на зразок півоній, а також цим рухом малюють дим і закручені стовбури.                                     |
| |
| Земля це центр, середина. Основною якістю енергії є структурність. Земля — це крапки. Наносяться тримаючи пензель вертикально до поверхні. |
| |

### Третій
Полягає в поєднанні в одному малюнку відразу декількох мистецтв.
 Навчаючись живопису у-сін, учень дуже швидко виходить за рамки живопису, коли прагне прикрасити малюнок каліграфічним написом. Внаслідок захоплення каліграфією, як правило, прокидається інтерес до вивчення китайської мови. Необхідність підібрати гарний напис тягне за собою інтерес до поезії. Каліграфія і живопис засновані на координації рухів і дихання, так що дуже скоро учень починає освоювати елементи цигун. Інтерес до відпрацювання рухів і необхідність малювати всім тілом породжує інтерес до ушу, танцям і йоги. Створення малюнка за китайськими традиціями, як правило, завершується друкуванням. Але ж друк теж цікаво виготовити самому. Тобто учень вже починає захоплюватися різьбленням і ліпленням. Адже намальовану картину потрібно ще й красиво оформити. Таким чином, починаючи займатися живописом у-сін, людина опиняється втягнутим у процес постійного самовдосконалення. — , «Про живопис У-сін» – інтерв'ю з Андрєем Щєрбаковим

### Четвертий
У не прив'язаності до художнього результату. Мета художника, що розвивається в живопису у-сін — самовдосконалення. Картина, яка виходить в результаті, виступає як критерій розвитку художника.

## Втілення принципів

### Даосизму
Основний принцип полягає в так званому «недіянні» (无为 у-вей) і проходженні природного шляху. У-вей дуже наочно демонструється малюванням «від плями» (спочатку існує пляма, яка потім, із додаванням мінімальних змін, перетворюється на об'єкт)
У живописі у-сін немає ескізів. Малюнок формується швидкими мазками і плямами, тому немає можливості зіпсувати малюнок, адже будь-який рух може органічно вписатися в цілісність малюнка.
Такий тип малювання дуже сильно сприяє підвищенню гнучкості розуму і тіла.

### Буддизму
Справа у не прив'язаності. Практик живопису у-сін не повинен мати уподобань. Перш за все, уподобань до результатів своєї праці. Важливим є не результат, а внутрішні відкриття, які робить художник.